# Christopher Opéri
Christopher Téa Opéri (sinh ngày 29 tháng 4 năm 1997) là một cầu thủ bóng đá người Bờ Biển Ngà thi đấu ở vị trí hậu vệ cho câu lạc bộ Pháp Le Havre.

## Sự nghiệp
Sau nhiều năm ở học viện trẻ Caen, Opéri được chuyển sang Châteauroux vào ngày 24 tháng 7 năm 2017. Anh có màn ra mắt cho Châteauroux trong thất bại 2–1 tại Ligue 2 trước Gazélec Ajaccio vào ngày 22 tháng 9 năm 2017.
Vào ngày 2 tháng 6 năm 2021, anh ký hợp đồng hai năm với Gent ở Bỉ. Vào ngày 21 tháng 6 năm 2022, hợp đồng của Opéri với Gent bị hủy bỏ theo đồng thuận đôi bên.
Vào ngày 29 tháng 6 năm 2022, Opéri trở lại Pháp và ký hợp đồng hai năm với Le Havre.